# Austin Seven

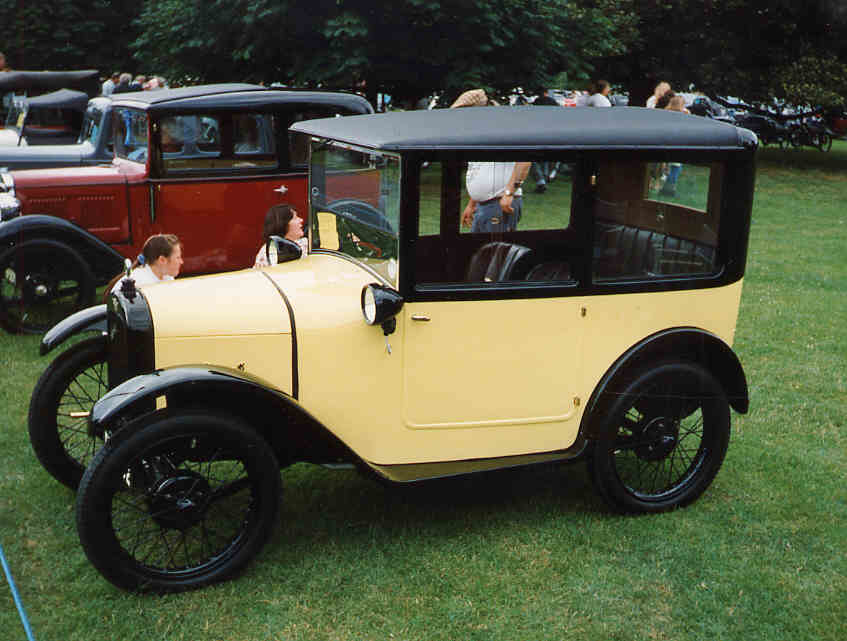
Austin Seven 1926

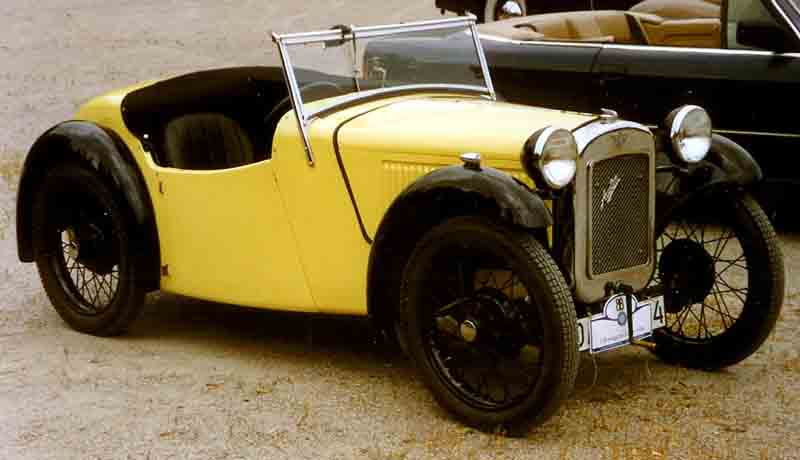
Austin Seven Tourer 1934

Austin Seven byl osobní vůz vyráběný britskou automobilkou Austin Motor Company v letech 1922 až 1939. Automobil se stal lidovým vozem a naprosto změnil motoristickou scénu ve Velké Británii i ve zbytku Evropy. Za dobu jeho výroby se prodalo zhruba 290 000 exemplářů, což bylo na tehdejší dobu velmi vysoké číslo. Jeho nástupcem se stal model Big Seven.

## Historie
Motorismus byl zpočátku záležitostí bohatých průkopníků, ale v době, kdy vypukla první světová válka začala s automobily experimentovat i střední třída. Ostatní byli odkázáni na motocykly s postranními vozíky, tříkolky a jiná podobná vozidla. Zakladatel firmy Austin Motor Company Herbert Austin zpozoroval, že na trhu chybí vůz schopný s minimálními náklady a s nízkou pořizovací cenou přepravovat celou rodinu. Nakonec ve Spojených státech se prodalo již přes milion Fordů modelu T. První vůz s názvem Seven musel Herbert Austin vyvíjet doma, jelikož firma Austin jeho návrh lidového vozu nepřijala. Ovšem když se vůz v roce 1922 poprvé představil, vyvolal obrovský ohlas. Tajemství jeho úspěchu spočívalo v jeho ceně. V době svého uvedení stál 225 liber, což byla cena lepšího motocyklu se sajdkárou. Navíc s rostoucím počtem vyrobených vozů cena klesala, takže v roce 1926 bylo možné Seven pořídit už jen za 145 liber. Výroba dále úspěšně pokračovala a v roce 1929 bylo prodáno již přes 100 000 exemplářů, což bylo 37 % britského automobilového trhu. Model Seven také podnítil výrobu podobných vozů v zahraničí. Mezi nejvýznamnější automobilky vyrábějící model Seven na základě licence byla německá automobilka BMW. Její vůz se jmenoval BMW Dixi. Ve Francii koupila práva firma Resengart a ve Spojených státech nově vzniklá automobilka Austin Car Company.
Jelikož byl vůz lehký, nebylo k jeho pohonu potřeba silného motoru. Jednalo se o malý čtyřválec o objemu pouhých 696 cm³, brzy však zvýšeným na 747 cm³. Poskytoval výkon 7,5 kW (10 koní). Vůz dostal jednoduché elementární šasi se dvěma hlavními nosníky probíhající po celé délce vozu. Karoserie byla jednoduchá a lehká díky použití směsi ocelových panelů a hliníku. Vůz se nabízel v mnoha variantách, jako byl limuzína, otevřený tourer nebo dokonce ve sportovní úpravě s kompresorem. Používal se jako štábní armádní vůz, vůz pro kurýrní službu, jako dodávka a i jako vůz pro rozvážku mléka. Vůz dokonce získal i řadu sportovních úspěchů. Na závodní trati v Brooklands jako první vůz s objemem 750 cm³ překonal rychlost 160 km/h (100 mil/h). Před začátkem druhé světové války už však začal zastarávat jak svým technickým řešením, tak po stránce designu. Výroba byla ukončena v roce 1939, kdy byl model nahrazen modelem Big Seven. Tento model byl sice komfortnější, silnější, ale také dražší. Proto se nikdy neprodával tak dobře jako původní model Seven.